# 14 tháng 6
Ngày 14 tháng 6 là ngày thứ 165 (166 trong năm nhuận) trong lịch Gregory. Còn 200 ngày trong năm.

## Sự kiện
- 1158 – Công tước Sachsen Heinrich cho xây một cầu mới qua sông Isar nhằm thu lợi qua việc buôn bán muối, tên gọi München xuất hiện lần đầu tiên.
- 1206 – Hàn Thác Trụ thỉnh Tống Ninh Tông hạ chiếu phạt Kim, khởi đầu chiến tranh kéo dài trong ba năm giữa hai bên, tức ngày Đinh Hợi tháng 5.
- 1285 – Thượng tướng Trần Quang Khải lãnh đạo quân Trần đánh bại thủy quân Nguyên ở Chương Dương nay thuộc Hà Nội, Việt Nam.
- 1797 – Nước Cộng hòa Genova bị Napoléon Bonaparte thay thế bằng nước Cộng hòa Liguria phụ thuộc Pháp.
- 1807 – Đại quân của Hoàng đế Pháp Napoléon Bonaparte đánh bại quân Nga trong trận Friedland tại Phổ, kết thúc Chiến tranh Liên minh thứ tư.
- 1775 – Lục quân Lục địa tiền thân của Lục quân Hoa Kỳ là lực lượng quân đội được thành lập sớm nhất của Hoa Kỳ.
- 1777 – Đệ nhị Quốc hội Lục địa áp dụng thiết kế cờ và sao cho Quốc kỳ Hoa Kỳ.
- 1784 – Lục quân Hoa Kỳ được thành lập thay thế Lục quân Lục địa.
- 1956 – Nguyên mẫu Ye-4 của máy bay tiêm kích phản lực MiG-21 do Liên Xô sản xuất tiến hành chuyến bay thử nghiệm đầu tiên.
- 1982 – Quân Argentine đầu hàng quân Anh tại thủ phủ Stanley, kết thúc Chiến tranh Falkland.
- 1985 – Hiệp ước Schengen được ký kết giữa năm trong mười thành viên của Cộng đồng Kinh tế châu Âu.
- 2018 – Khai mạc World Cup 2018 lần thứ 21 tại Nga
- 2019 – VinFast khánh thành nhà máy sản xuất ô tô tại Khu kinh tế Đình Vũ – Cát Hải, Hải Phòng

## Sinh
- 1827 – Nguyễn Phúc Trinh Nhàn, phong hiệu Nghĩa Điền Công chúa, công chúa con vua Minh Mạng (m. 1902)
- 1827 – Nguyễn Phúc Tường Hòa, phong hiệu Nghĩa Hà Công chúa, công chúa con vua Minh Mạng (m. 1847)
- 1906 – Nguyễn Lân, học giả, nhà văn, nhà nghiên cứu, nhà giáo nhân dân Việt Nam (m. 2003)
- 1926 – Don Newcombe (m. 2019)
- 1928 – Che Guevara, nhà cách mạng Argentina (m. 1967)
- 1946 – Donald Trump, Tổng thống thứ 45 của Hoa Kỳ
- 1978 – Từ Hy Đệ, nữ ca sĩ, MC Đài Loan
- 1993 – Chi Pu, nữ diễn viên, ca sĩ, nhà sản xuất phim, người mẫu ảnh, MC kiễm diễn viên lồng tiếng người Việt Nam
- 1999 – Chu Tử Du, thành viên nhóm nhạc Twice (nhóm nhạc) người Đài Loan
- 1994 – Moon Tae-il, thành viên nhóm nhạc NCT (nhóm nhạc) người Hàn Quốc

## Mất
- 1883 – Edward FitzGerald, nhà thơ Anh (s. 1809)
- 1987 – Vũ Ngọc Phan, nhà văn, nhà nghiên cứu văn học Việt Nam (s. 1902)

## Ngày lễ và kỷ niệm
- Ngày Hiến Máu Thế giới (World Blood Donor Day)